# Echinopora hirsutissima
Echinopora hirsutissima är en korallart som beskrevs av Milne Edwards och Jules Haime 1849. Echinopora hirsutissima ingår i släktet Echinopora och familjen Faviidae. IUCN kategoriserar arten globalt som livskraftig. Inga underarter finns listade i Catalogue of Life.